# 백제의 관직
백제의 관직 및 관료 체제에는 정무(政務)의 분담과 문무관의 분화가 나타나고 있어, 중국의 관제를 수용한 것을 보여준다. 

## 관직 체계
백제의 관료 제도는 초기에는 고구려의 것을 많이 빌려온 것으로 생각된다. 백제 초기의 최고직인 좌보는 166년 (초고왕(肖古王) 즉위년) 국상(國相)으로 개칭되기까지 고구려의 최고직이기도 했다. 백제의 관직제도가 정비된 것은 260년 고이왕 27년의 일이다. 이때 우보와 좌보가 모두 폐지되었으며, 16관등·6좌평(佐平)으로 관직을 정비했다.
제1품은 대신 급의 좌평(佐平)으로, 수상 격인 내신좌평(內臣佐平)을 비롯하여 내두좌평(內頭佐平), 내법좌평(內法佐平), 위사좌평(衛士佐平), 조정좌평(朝廷佐平), 병관좌평(兵官佐平)의 여섯이다. 제2품부터 제6품까지는 ‘솔’관으로, 제2품 달솔(達率), 제3품은 은솔(恩率), 제4품은 덕솔(德率), 제5품은 한솔(扞率), 제6품은 나솔(奈率)이다. 제7품부터 제11품까지는 ‘덕’관으로, 제7품은 장덕(將德), 제8품은 시덕(施德), 제9품은 고덕(固德), 제10품은 계덕(季德), 제11품은 대덕(對德)이다. 그 이하 관등은 하급 관리로서, 제12품은 문독(文督), 제13품은 무독(武督), 제14품은 좌군(佐軍), 제15품은 진무(振武), 제16품은 극우(克虞)이다. 
6품 이상의 좌평과 솔관은 자색 옷을 입고 은제 꽃으로 관을 장식하며, 11품 이상의 덕관은 비색, 16품 이상의 하급 관리는 청색 옷을 입었다. 이러한 지위에 따른 복식은 왕족을 정점으로 하는 백제 사회의 신분적인 차등을 나타낸 것 같다.
당나라의 역사서인 《북사(北史)》에 따르면 좌평은 5명으로 1품, 달솔은 30명으로 2품이며 그 외는 백제본기 고이왕조의 기록과 같다. 은솔 이하는 관등에 정해진 인원이 없으며 각각 부서가 있어 다른 업무를 관장했다.
좌평(佐平)의 뜻은 쇠벌·윗벌(도수희, 1987), 우벌(천소영, 1990), 서벌(유창균, 1983) 등으로 해석하기도 한다. 솔(率)은 公을 뜻하는 고유어 도리(김정현)로 보는 견해와, 벼슬의 슬(도수희), 相·對(천소영), 수리·솔·술(유창균, 노중국)로, 덕(德)은 언덕(도수희), 백제어로 열(十) 뜻하는 덕(천소영), /*ter/의 음가를 갖으며 뜻은 촌락(유창균)으로 해석하는 견해가 있다.
내관(內官)으로는 전내부(前內部), 곡내부(穀內部), 내경부(內경部), 외경부(外경部), 마부(馬部), 도부(刀部), 공덕부(功德部), 약부(藥部), 목부(木部), 법부(法部), 후궁부(後宮部)가 있으며 외관(外官)에는 사군부(司軍部), 사도부(司徒部), 사공부(司空部), 사구부(司寇部), 점구부(點口部), 외사부(外舍部), 주부(綢部), 일관부(日官部), 시부(市部)가 있는데, 부서의 책임 관료는 3년 임기로 바뀌었다.

## 같이 보기
- 신라의 관직
- 고구려의 관직

## 참고 자료
- 이 문서에는 다음커뮤니케이션(현 카카오)에서 GFDL 또는 CC-SA 라이선스로 배포한 글로벌 세계대백과사전의 내용을 기초로 작성된 글이 포함되어 있습니다.

1. ↑  신라의 伊伐
2. ↑  김정현, 《百濟의 ‘率’系 官制》, 역사교육연구회, 2012년 :  '率'의 훈(訓)이 'ᄃᆞ낼', 'ᄃᆞ릴', '드릴'로 기록된점을 들어 '公'의 고유어로 알려진 '도리'로 해석하기도 하며, 고구려의 '對盧(대로)', 신라의 '大等(대등)' 역시 같은 의미의 단어로 봄